# Art Spiegelman
Art Spiegelman (Estocolmo, 15 de fevereiro de 1948) é ilustrador, cartunista e autor de histórias em quadrinhos americano nascido na Suécia. Atuou durante a década de 1990 na produção de charges, ilustrações e capas para revista novaiorquina The New Yorker. Duas de suas obras mais conhecidas são a semi-biográfica Maus e a coletânea de tiras em quadrinhos In the Shadows of No Towers. Em 1992 Spiegelman ganhou o prêmio Pulitzer.

## Obra
Spiegelman foi uma figura de destaque no chamado movimento underground dos quadrinhos nas décadas de 1960 e 70, contribuindo para publicações como Real Pulp, Young Lust e Bizarre Sex. No começo de 1968, ele sofreu um colapso nervoso no Harpur College em Binghamton, Nova York, onde estudava. Levado para um manicômio, Spiegelman logo se recuperou. Pouco tempo depois sua mãe, Anja Spiegelman, sobrevivente de Auschwitz, cometeu suicídio enquanto Art passava um fim de semana com sua namorada. Ele incluiria sua história "Prisioner on the Hell Planet" de 1973 em MAUS, que descrevia este evento traumático.
Posteriormente Art trabalharia como ilustrador de adesivos e pôsteres. Fundou duas publicações antológicas de quadrinhos, a Arcade, com Bill Griffith, e a RAW, com sua esposa, a artista e quadrinista Françoise Mouly. Em 1986 foi lançado o primeiro volume de Maus (Maus: A Survivor’s Tale) que retratava a história de como seus pais sobreviveram ao Holocausto. O segundo volume, Maus: And Here My Troubles Began, sairia em 1991. Esta obra atraiu imensa atenção da crítica para um trabalho feito em quadrinhos, incluindo uma exibição no Museu de Arte Moderna em Nova York e rendendo-lhe um prêmio Pulitzer especial em 1992.
Spiegelman trabalhou para a The New Yorker, mas demitiu-se poucos meses depois dos Ataques de 11 de Setembro. Sua arte de capa New Yorker para a revista publicada pouco depois dos eventos foi bastante aclamada. Foi inspirada pelas pinturas em preto-e-branco de Ad Reinhardt: de início parece ser totalmente preta, mas depois de examinar com atenção pode-se perceber as silhuetas das torres do World Trade Center num tom ainda mais escuro.
Spiegelman afirma que sua demissão da The New Yorker foi um protesto pelo "conformismo geral'" na mídia norte-americana. Ele é um crítico implacável da administração do presidente George W. Bush, e clama que a mídia americana tornou-se "conservadora e retraída". Ele disse que a The New Yorker censurou seu trabalho, incluindo uma capa para o 4 de julho apresentando uma bomba atômica e outra para a edição do Dia de Ação de Graças mostrando um avião do exército norte-americano jogando perus no Afeganistão, com o título de "Operation Enduring Turkey".
Em setembro de 2004 ele lançou o livro In the Shadow of No Towers, no qual relata suas experiências sobre o ataque às torres gêmeas e seus posteriores efeitos psicológicos.
Em 2005, a revista Time elegeu Spiegelman uma das 100 Pessoas Mais Influentes do Mundo.
Art é um destacado promotor dos quadrinhos, viajando pelos EUA constantemente com uma palestra chamada Comix 101. Ele e Françoise também editam uma série de quadrinhos infantis chamada Little Lit.

## Publicações
- Maus, 2005, ISBN 9788535906288
- Little Lit (com Françoise Mouly), 2003, ISBN 9788535903997
- À Sombra das Torres Ausentes, 2004, ISBN 9788535905212
- Metamaus, 2011